# Józef Beck
Józef Beck (Varsavia, 4 ottobre 1894 – Singureni, 5 giugno 1944) è stato un politico polacco.

## Biografia
Combatte nella prima guerra mondiale nella legione polacca del maresciallo Józef Piłsudski facendo una rapida carriera militare. Dopo la guerra fu addetto militare prima a Parigi (1922) e poi a Bruxelles (1923).
Passato in politica, nel 1926 divenne capo gabinetto di Piłsudski, poi ministro senza portafoglio, vice presidente del Consiglio (1930) e quindi sottosegretario agli esteri dal dicembre 1930 al novembre 1932. Fu infine nominato ministro degli esteri e mantenne tale carica fino all'invasione della Polonia nel settembre 1939.
In tale ruolo cercò di mantenere una politica di amicizia nei confronti di Germania ed Unione Sovietica, le due potenze confinanti. Tale politica fu definita di bilateral agreement.
Concluse nel 1933 un patto di non aggressione con l'Unione Sovietica e nel 1934 un analogo patto con la Germania nazista.
Nel 1938 ottenne, grazie all'appoggio di Hitler, la cessione del bacino carbonifero di Cieszyn, che apparteneva alla Cecoslovacchia.
Alla vigilia della seconda guerra mondiale, quando gli avvenimenti iniziarono a precipitare, Beck cercò l'alleanza con Regno Unito e Francia per difendere Danzica dalle pretese tedesche. La sua intransigenza nei confronti dell'Unione Sovietica ed il rifiuto categorico di permettere il passaggio di truppe sovietiche attraverso il territorio polacco fecero fallire le trattative anglo-francesi con i sovietici proprio alla vigilia della guerra.
Fiducioso nelle garanzie di Gran Bretagna e Francia, affrontò con altrettanta fermezza la politica aggressiva tedesca. Il 1º settembre 1939 Hitler ordinò l'invasione della Polonia a cui seguì dopo pochi giorni il crollo e la fuga del governo; anche Beck fuggì e si rifugiò in Romania, dove morì alcuni anni dopo senza poter rientrare in patria.